# Christian Gneomar von Puttkamer
Christian Gneomar von Puttkamer (* 1709; † 12. November 1760) war preußischer Oberstleutnant und Kommandeur eines Grenadierbataillons.

## Leben

### Herkunft
Er war Angehöriger des hinterpommerschen Adelsgeschlechts von Puttkamer. Seine Eltern waren Zabel Christian von Puttkamer († vor 1730), Gutsanteilsbesitzer von Nossin A nebst Niemietzke, Jerskewitz A, C und D sowie in Damerkow, und der Anna von Pirch a.d.H. Nippoglense.

### Militärlaufbahn
Puttkamer trat 1722 in die Armee ein und avancierte im Infanterieregiment „v. Brüneck“ zum Oberstleutnant und Regimentskommandeur. Im Österreichischen Erbfolgekrieg kämpfte er bei Chotusitz und Soor, wofür er, noch im Rang eines Kapitäns stehend, den Pour le Mérite erhielt. Im Siebenjährigen Krieg wurde er bei Kolin verwundet. Er geriet bei Welmina in Gefangenschaft. Nach seiner Auswechselung kommandierte er von 1756 bis 1757 ein Grenadierbataillon, das aus Verbänden der Regimenter „v. Manteuffel“ und „Fürst Moritz“ zusammengesetzt war. In der Schlacht bei Torgau erlitt er schwere Verwundungen, denen er wenige Tage später nach 38 Dienstjahren erlag.
Bei der Erbauseinandersetzung mit seinem Bruder hatte er bereits 1731 Gloddow, Jerskewitz C, und Nossin B erhalten, dazu konnte er 1743 Saviat und 1746 das bis dahin verpfändete Nossin A erwerben.

### Familie
Puttkamer vermählte sich im Februar 1747 mit Eva Marie Henriette von La Motte de la Chevalerie, einer Tochter des preußischen Generalleutnants Ernst August de la Chevallerie von la Motte (1688–1758) und der Eva Marie, geb. Freiin von Unterfährt. Aus der Ehe gingen zwei Söhne und drei Töchter hervor:
- Marie Anna Elisabeth (1747–1778)
- Augustine Caroline Christiane (1748–1776), ⚭ Heinrich von Tresckow, preußischer Major
- August Christian Ludwig (1750–1836), preußischer Leutnant, Landrat, Kriegs- und Domänenrat und Oberrechnungsrat, ⚭ 1780 Eleonore Wilhelmine Caroline von Ciesielska (1763–1809)
- Henriette Clara Christiane (* 1751), ⚭ Justus Ernst von Besser, preußischer Hauptmann, Justizbürgermeister von Lübben
- August Georg Christian (* 1754), † jung